# Windscheidstraße (Berlin-Charlottenburg)

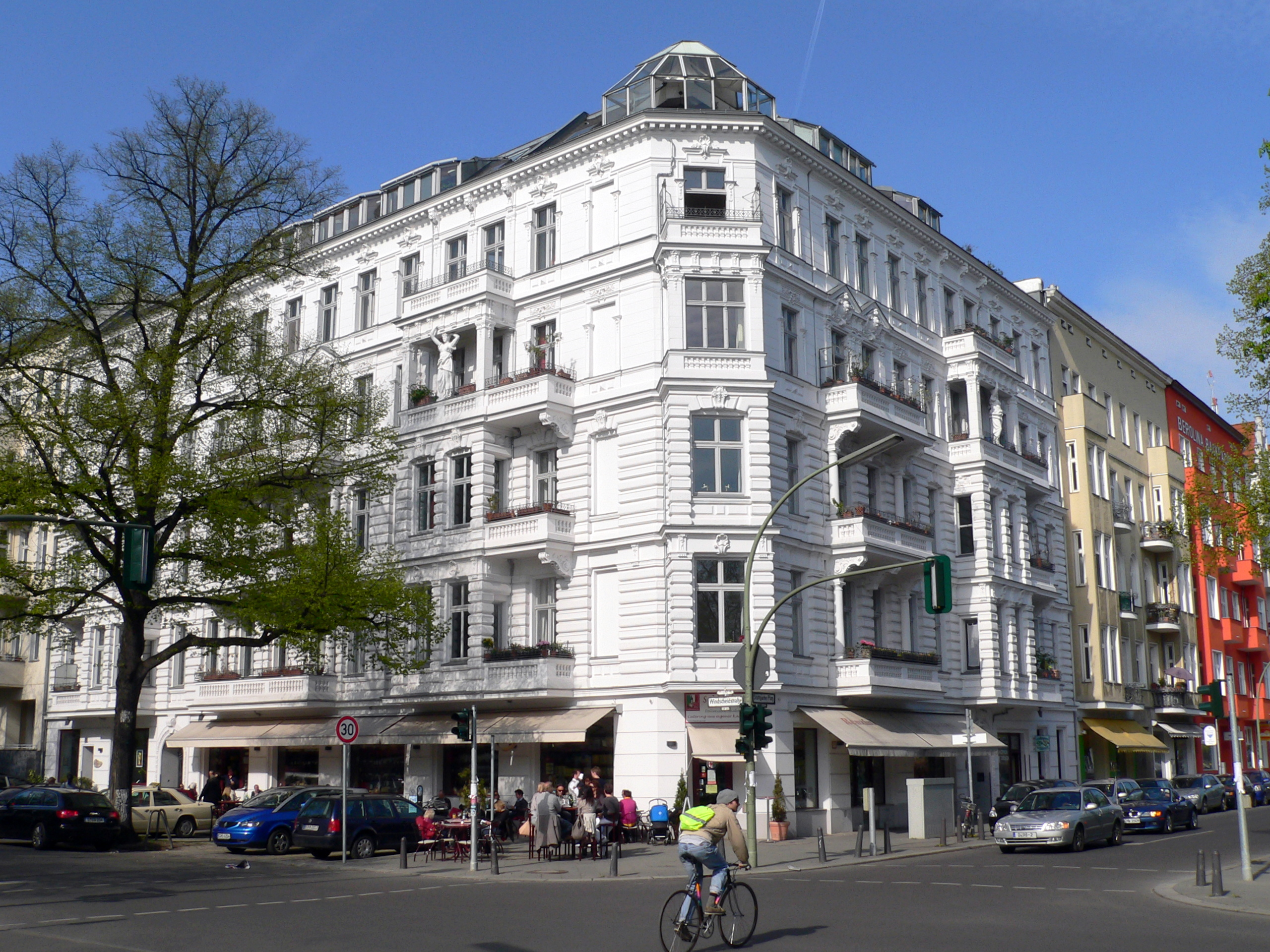
Wohnhaus Windscheidstraße Ecke Stuttgarter Platz

Die Windscheidstraße im sogenannten „Amtsgerichtsviertel“, einem Teil des Berliner Ortsteils Charlottenburg, in dem auch das Amtsgericht Charlottenburg ansässig ist, wurde am 30. Juli 1878 nach dem Juristen Bernhard Windscheid (1817–1892), einem der führenden Vertreter der Pandektenwissenschaft, benannt. Bis dahin hieß sie Grüner Weg. Die zu einem großen Teil mit herrschaftlichen Wohnhäusern aus der Wende vom 19. zum 20. Jahrhundert gesäumte Straße verläuft von der Bismarckstraße/Suarezstraße bis zum Stuttgarter Platz, Einmündung Gervinusstraße.

## Straßenverlauf und Ansiedlungen
Die 870 Meter lange Straße geht im nördlichen Teil von der Suarezstraße (benannt nach dem Juristen Carl Gottlieb Svarez) ab und verläuft von hier aus in südöstliche Richtung zur Kantstraße. In diesem Teil der Windscheidstraße befand sich bis zum Mai 2108 das im Guide Michelin mit einem Michelin-Stern und mit Gault Millau-Punkten ausgezeichnete Restaurant Alt-Luxemburg  des Sternekochs Karl Wannemacher. Von 1907 bis 1913 war in der Hausnummer 23 die Berliner Elektromobilfabrik ansässig, ein Automobilhersteller, der dort unter dem Namen B.E.F. dreirädrige Elektromobile baute. Die Straße verläuft von der Kantstraße südöstlich weiter in Richtung S-Bahnhof Charlottenburg, wo sie in den Stuttgarter Platz einmündet. In diesem südlichen Teil, der sich vor allem durch die für Charlottenburg typische 4–5-geschossige Altbau-Bebauung auszeichnet, befand sich die Zentrale des e-commerce Online-Portals daWanda.
In der Windscheidstraße findet im Abschnitt vom Stuttgarter Platz am Spielplatz bis zur Einmündung der Gervinusstraße jährlich eine temporäre Spielstraße statt (organisiert von der Bürgerinitiative Stuttgarter Platz und dem Bündnis temporärer Spielstraßen Berlin). Hier liegt auch der Margarete-und-Arthur-Eloesser-Park, der einschließlich des Ankaufs des Grundstückes, von der DB Netz AG als Ersatzmaßnahme für den Ausbau der Schnellbahnverbindung Hannover Berlin mit rund 750.000 Euro finanziert wurde.

## Architektur
Vor allem wegen seiner zwischen 1884 und 1909 entstandenen und unter Denkmalschutz stehenden Wohnhäuser Nr. 1, 12 (Architekt: Ernst Schrader), 15, 22 und 23 (Architekt: Albert Bühring) zählt die Windscheidstraße neben der benachbarten Leonhardtstraße zu den sehenswerten Charlottenburger Straßen. Die mehrgeschossigen Wohnhäuser zeichnen sich durch ihre zum Teil prachtvollen Fassadengestaltungen und opulent ausgestalteten Vestibüle aus.

## Stolpersteine
Vor dem Holocaust lebten auch in der Windscheidstraße, ähnlich wie in zahlreichen Straßen Charlottenburgs, jüdische Anwohner. Ihnen zu Ehren und Gedenken wurden in den letzten Jahren Stolpersteine vor den Häusern 1, 8, 9, 10, 15, 31, 32, 35 und 37 errichtet.
Hausnummern mit Stolpersteinen
- 1 – Stolpersteine für Arthur und Rosa Bernstein
- 8 – Stolpersteine für Gertrud und Paul Pincus, Eva Rohr

- 9 – Stolpersteine für Anna, Arthur und Henriette Minna Heidemann, Elsbeth und Betty Rubensohn
- 10 – Stolperstein für Eva Khaia Ehrlich
- 15 – Stolpersteine für Pauline und Sally Becker
- 31 – Stolperstein für Luise Kautsky
- 32 – Stolpersteine für Fritz Alfred Buechler, Amalie und Paula Goldschmidt
- 35 – Stolpersteine für Elise und Siegfried Beermann
- 37 – Stolpersteine für Max und Sabine Friedländer